# Choina (góra)
Choina – wzniesienie o wysokości 450 m n.p.m. w południowo-zachodniej Polsce w Górach Wałbrzyskich w Sudetach Środkowych (województwo dolnośląskie).

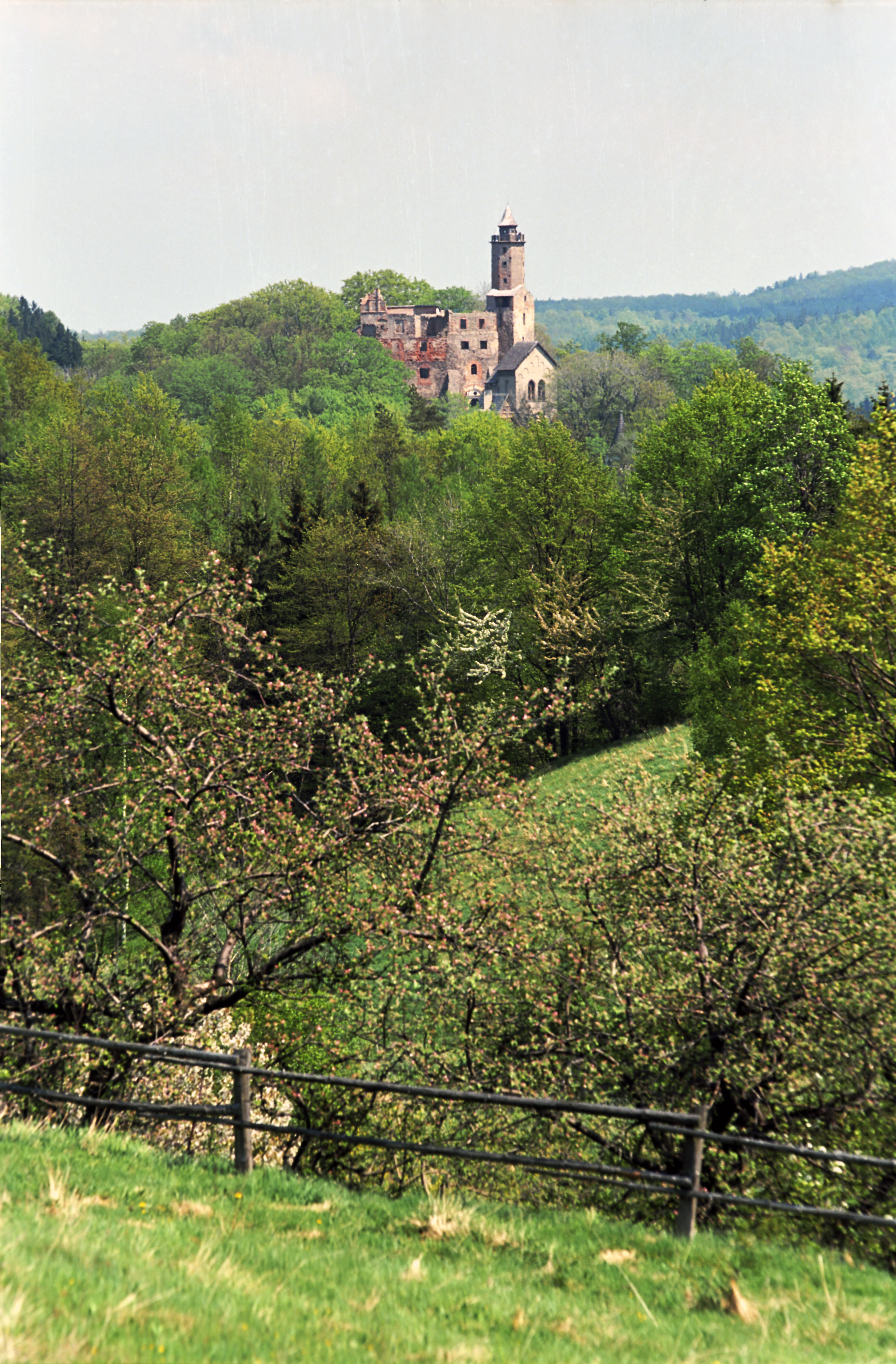
Góra Choina z zamkiem Grodno na szczycie

Wzniesienie położone jest w północno-wschodniej części Gór Czarnych, w paśmie Gór Wałbrzyskich nad północno-zachodnim brzegiem Jezioro Bystrzyckie, około 1,0 km na południowy wschód od miejscowości Zagórze Śląskie.
Niewielkie  wzniesienie, w kształcie rozległego kopca, o dość stromych zboczach: południowym, wschodnim i zachodnim i łagodnym zboczu północnym, z ruiną piastowskiego zamku Grodno w części szczytowej, co czyni wzniesienie rozpoznawalnym w terenie. Wzniesienie wznosi się, w północno-wschodniej części Gór Czarnych, na małym grzbiecie górskim  z trzema szczytami położonym między Zagórzem Śląskim a Jeziorem Bystrzyckim. Wzgórze zbudowane z gnejsów pokryte jest dużą ilością małych skałek gnejsowych. Całe wzgórze porośnięte jest lasem mieszanym. Lasy  porastające grzbiety góry zawierają ciekawe okazy starodrzewu dębu, lipy i buka. W bogatym runie leśnym zachowała się pierwotna roślinność z wieloma gatunki chronionym występuje tu: dzwonek pokrzywolistny, kokoryczka wielokwiatowa, naparstnica oraz wiele gatunków storczykowatych i paproci.
Całe wzgórze zostało w roku 1957 objęte krajobrazowym rezerwatem przyrody pod nazwą "Góra Choina"

## Turystyka
Przez szczyt prowadzą szlaki turystyczne:
- niebieski – fragment długodystansowego szlaku pieszego E3 z Wałbrzycha do Walimia i dalej.
- żółty – fragment szlaku z Świdnicy do Wałbrzycha i dalej.
- do Lubiechowa
- do Lubachowa

- Na szczycie wzniesienia na terenie zamku mieści się Schronisko PTTK "Zamek Grodno".
- Gnejsowe skałki na wysokim lewym brzegu jeziora stanowią punkty widokowe na jezioro i okoliczne wzniesienia.